# Dépôt-Échouani
Dépôt-Échouani est un territoire non organisé situé dans la municipalité régionale de comté de La Vallée-de-la-Gatineau, dans la région administrative de l'Outaouais, au Québec.

## Géographie
Il couvre une superficie de 309,02 km2.

## Histoire
Son nom a été officialisé le 13 mars 1986.

## Démographie
| 2001 | 2006 | 2011 | 2016 | 2021 |
| ---- | ---- | ---- | ---- | ---- |
| 0    | 0    | 0    | 0    | 0    |